# M6 (trattore d'artiglieria)
Il trattore M6 38 ton High speed tractor (Trattore ad alta velocità M6 da 38 t) era un veicolo utilizzato dall'esercito statunitense nell'ultimo periodo della seconda guerra mondiale e nell'immediato dopoguerra. Questo veicolo aveva il compito di trainare le bocche da fuoco più pesanti dell'artiglieria statunitense e non fu disponibile che negli ultimi mesi della guerra.

## Le origini
L'esercito statunitense arrivò al 1939 senza una chiara politica relativa alla meccanizzazione, ma, in seguito ai successi della Blitzkrieg nel 1939 e 1940, i pianificatori dello sviluppo delle forze armate statunitensi si resero conto della necessità di avere un esercito che si affidasse quanto più possibile a veicoli motorizzati per il movimento tanto tattico quanto strategico. Fra l'altro questo comportava che anche l'artiglieria potesse muovere con velocità confrontabile con quella dei mezzi corazzati, all'epoca i semoventi esistevano solo sui tavoli dei progettisti (quando esistevano), quindi venne deciso lo sviluppo di una sedie di "trattori ad alta velocità" (High speed tractor) con caratteristiche tali da poter trainare qualsiasi pezzo presente nell'organico della artiglieria. L'alta velocità di questi trattori deve comunque sempre essere considerata in relazione a quella del traino animale e non in confronto con quella ottenibile con veicoli a ruote.
Il modello di trattore più grande fra quelli concepiti doveva essere in grado di trainare i pezzi più pesanti dell'artiglieria statunitense, cioè i cannoni da 8 inch M1 da 203 mm (8 in) e gli obici da 240 mm M1, inoltre gli uffici tecnici dell'esercito pensavano di utilizzarlo per trainare anche il mortaio Litte David, da 914 mm (36 in). Ne venne inizialmente studiato un prototipo (T22) che non era fornito di gancio di traino, ma di una "quinta ruota" a cui accoppiare un semirimorchio. Oltre al T22 fu prodotto un prototipo (T23) più convenzionale, con un sistema di aggancio per il traino dei pezzi in modo convenzionale. Ovviamente le soluzioni meccaniche del T22 richiedevano studi molto accurati per l'accoppiamento fra il cannone ed il trattore, essendo la prima volta che veniva proposta una soluzione simile.
Intanto le esigenze della guerra imponevano il movimento dei grossi calibri di artiglieria, quindi vennero usati alcuni veicoli prodotti su scafi già esistenti, i principali furono:
- T16 Heavy tractor, trattore pesante su scafo M3A5, che non superò lo stadio di prototipo, in quanto il motore posteriore impediva anche un minimo carico di munizioni sul trattore, ma che fu sviluppato come veicolo recupero carri (M32).
- M33 Heavy tractor, trattore pesante sullo scafo del veicolo recupero carri M31, che, a sua volta, era basato sullo scafo del carro medio M3.
- M34 Heavy tractor, trattore pesante sullo scafo del veicolo recupero carri M32B1, basato sullo scafo del carro medio M4.
- M35 Heavy tractor, trattore pesante sullo scafo del veicolo cacciacarri M10.

Infine nell'ottobre del 1944 fu provato il Little David, con risultati tali che consigliarono di tenerlo in mostra al Museo di Aberdeen, ma non di utilizzarlo in battaglia. Il fatto che non fosse più necessario trainare fino a 6,5 km dalla prima linea il Little David segnò la fine del T22, dato che gli altri pezzi non erano stati studiati per il traino come semirimorchio. Il T23 fu allora sviluppato come M6 38 t High speed tractor.

## Le caratteristiche
L'architettura del trattore M6 era analoga a quella del trattore M4, con una carrozzeria a forma (approssimativamente) di parallelepipedo montata su un telaio cingolato. La parte anteriore della carrozzeria ospitava 10 uomini, incluso il guidatore, su due file di 5 uomini ciascuna. Dietro al vano equipaggio ed al vano motore era ottenuto un cassone per lo stivaggio delle munizioni (24 colpi da 120 mm o 293 mm o 20 colpi da 240 mm), scoperto e protetto dagli agenti atmosferici solo da un telone, per motivi di sicurezza. Accanto al contenitore delle munizioni era predisposto un paranco a mano.
Il trattore era fornito di due motori Waukeshua 145GZ, 6 cilindri in linea a benzina da 13400 cm³, che potevano erogare fino a 210 CV ciascuno a 2100 rpm, refrigerati ad acqua. Il cambio era a due marce anteriori ed una posteriore. Posteriormente era posto un verricello da 25000 kg con un cavo che poteva essere passato, tramite rulli di rinvio, alla parte anteriore del veicolo.
Le sospensioni a molla orizzontale, si basavano su tre carrelli con ruote di piccolo diametro per lato. La ruota di rinvio (posteriore) era a raggi. La ruota di trazione (dentata a tre corone) era anteriore, il sistema di trazione e rotolamento era completato da tre ruotini tendicingolo per lato. I cingoli erano larghi 559 mm ed erano progettati appositamente per questo mezzo, la pressione al suolo era limitata a 0,066 MPa, ossia circa 0,7 kg/cm2.
La cabina era fornita di parabrezza fisso (cioè non abbattibile) su due finestre, ma era aperta lateralmente e l'accesso avveniva appunto dai lati aperti. Sulla cabina era teso un telone impermeabile ed era prevista una botola con un anello M49C per il supporto di una mitragliatrice M2 HB da 12,7 mm, per uso antiaereo o di difesa ravvicinata. Davanti all'anello di supporto veniva trasportato anche il treppiedi della mitragliatrice, per poterla utilizzare da terra.
La grande potenza dei due motori Waukeshua aveva come conseguenza diretta una consumo di benzina pari a 7 l/km, quindi, con il serbatoio di 1364 l il veicolo era capace di percorre solo 193 km. D'altra parte il veicolo era in grado di guadare 1,37 m senza preparazione.
Ne furono costruiti 1235 dalla Allis-Chalmers nel periodo dal febbraio 1944 fino all'agosto 1945.

## L'impiego
Il trattore M6 fu utilizzato nel teatro europeo solo negli ultimi mesi della Seconda guerra mondiale, mentre sembra che nel teatro del Pacifico sia stato usato solo per addestramento nella base di Oahu (Hawaii). Non risulta che in Corea siano state utilizzate artiglierie che richiedessero il traino da questi trattori.

## Galleria d'immagini

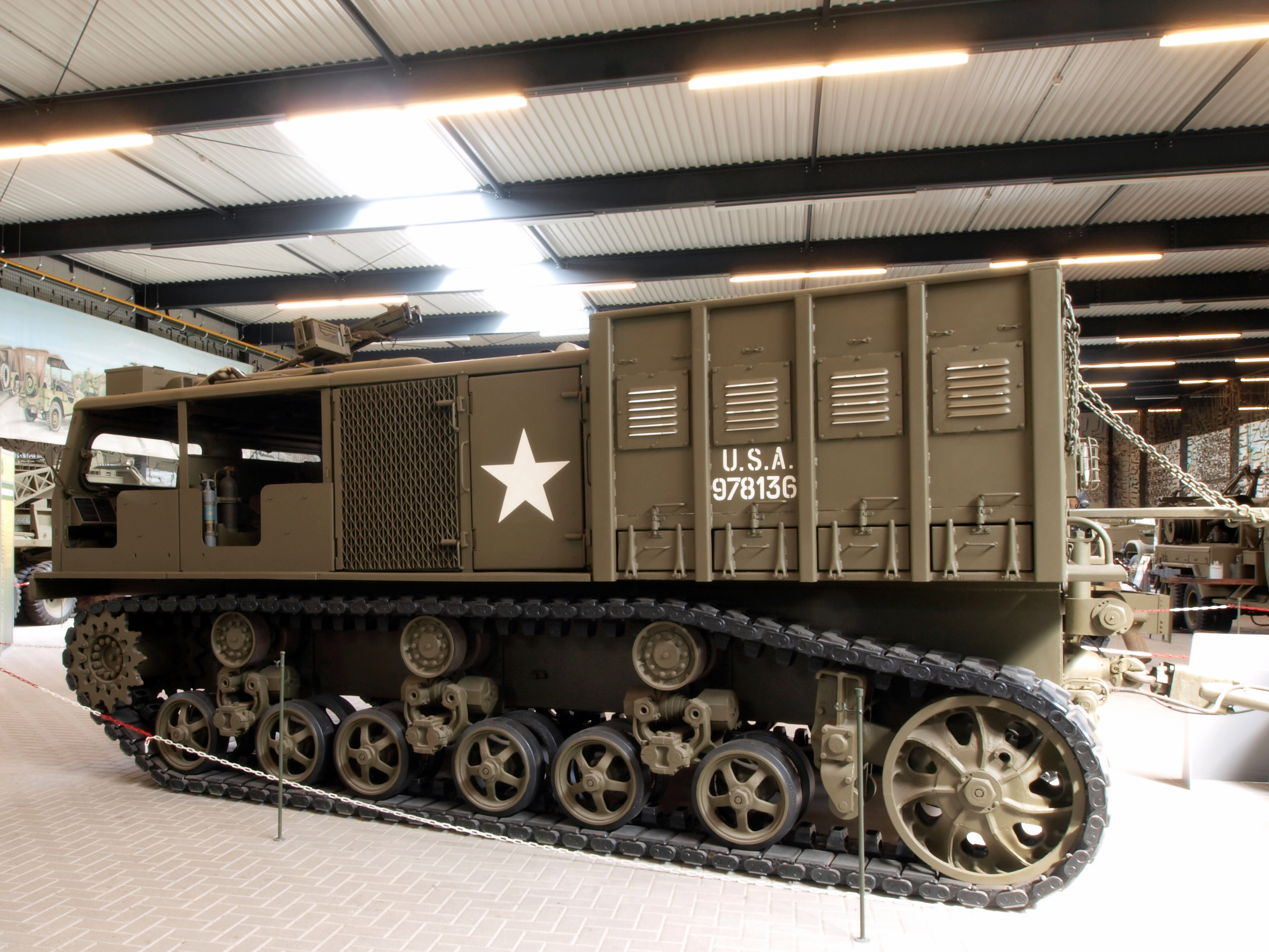
Vista laterale, Trattore M6, Overloon
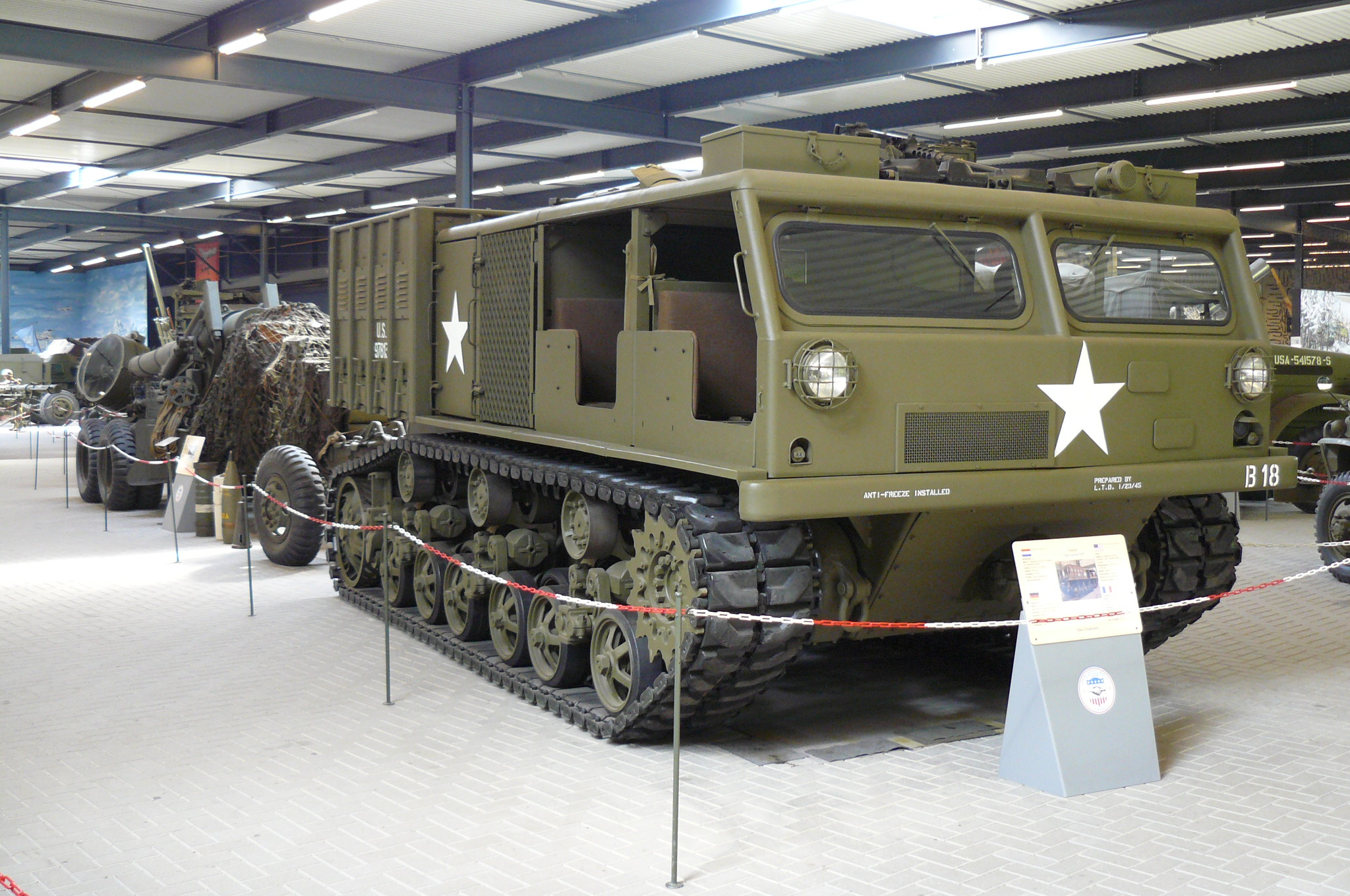
Vista Frontale, Trattore M6, Overloon
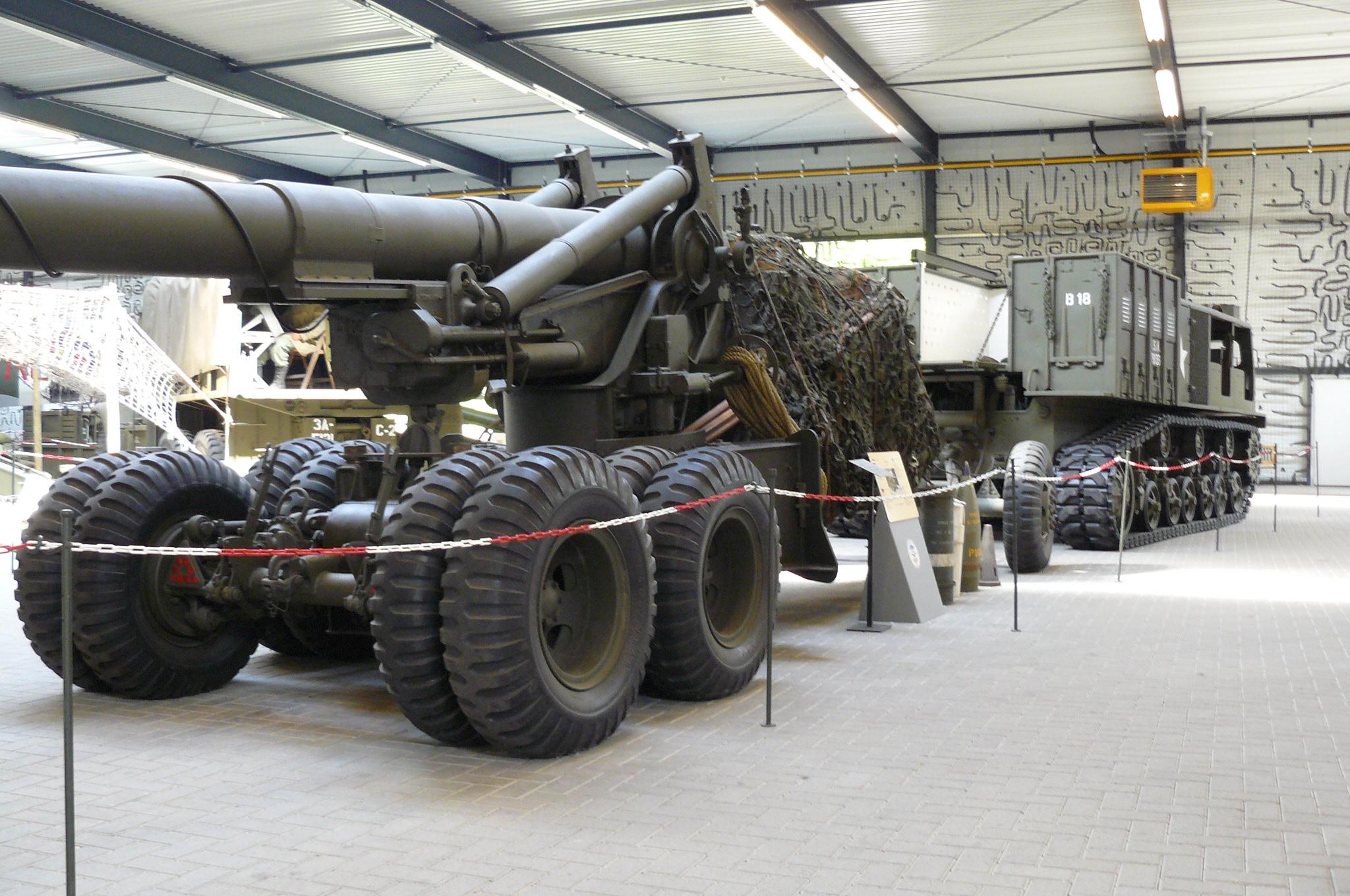
Vista posteriore, con obice M1 203 mm al traino, Overloon